# Stolen Goods
Stolen Goods è un film muto del 1915 diretto da George Melford e interpretato da Blanche Sweet, Cleo Ridgely, House Peters, Horace B. Carpenter, Sydney Deane e Theodore Roberts.

## Trama
Margery Huntley, un'orfana che lavora in una sartoria di New York, viene licenziata perché ritenuta una ladra e condannata al carcere. In realtà, i pizzi che sono stati trovati nella sua borsa, le sono stati messi lì da Helen North, una ricca cleptomane. Uscita da carcere, Margery diventa infermiera ma l'ospedale, venuto a conoscenza dei suoi trascorsi, la licenzia. La donna va in Belgio, dove lavora come infermiera per la Croce Rossa.
 Anche Helen, la vera ladra, si trova in Belgio per prendersi cura del padre invalido e malato. Quando quest'ultimo muore, la lascia senza un soldo e Helen tenta di partire unendosi a un gruppo di profughi per raggiungere gli Stati Uniti, dove vorrebbe andare a vivere con un amico ricco del padre. Ma il gruppo viene attaccato da dirigibili tedeschi. Helen, ferita, viene ricoverata nell'ospedale dove Margery si prende cura di lei, ma l'ospedale viene colpito da una granata. Margery, credendo che Helen sia moribonda, decide - per cancellare il proprio passato - di farsi passare per lei e parte per la California. Lì conosce Richard Carlton, un medico della Croce Rossa ferito in guerra. I due si innamorano e decidono di sposarsi. Poco prima delle nozze, riappare Helen. Margery, che contesta le accuse vere di Helen, si rende conto che l'altra, cui nessuno crede, inevitabilmente, finirà rinchiusa in manicomio. Così, decide di confessare la verità. Richard, però, dichiara di amarla sempre e comunque.

## Produzione
Il film fu prodotto dalla Jesse L. Lasky Feature Play Company.

## Distribuzione
Distribuito dalla Paramount Pictures, il film uscì - presentato da Jesse L. Lasky - nelle sale cinematografiche statunitensi il 24 maggio 1915.